# Savage Circus
Savage Circus es un grupo alemán/sueco de música power metal, fundado por Thomen Stauch tras abandonar Blind Guardian. El estilo musical es muy parecido al de Blind Guardian en sus primeros discos y a Persuader, pero también contiene algunos elementos de Iron Savior, influencia de Piet Sielck.

## Miembros
- Jens Carlsson - Voz
- Emil Norberg - Guitarras
- Thorsten Hain - Guitarras
- Yenz Leonhardt – Bajos, coros
- Michael Schüren - Keyboards
- Thomas "Thomen" Stauch - Batería

### Miembros pasados
- Mike Terrana – Batería, percusión
- Piet Sielck - Guitarras, coros

## Discografía
- Dreamland Manor (2005)
- Live in Atlanta (2007)
- Of Doom And Death (2009)